# Топонимия Андорры

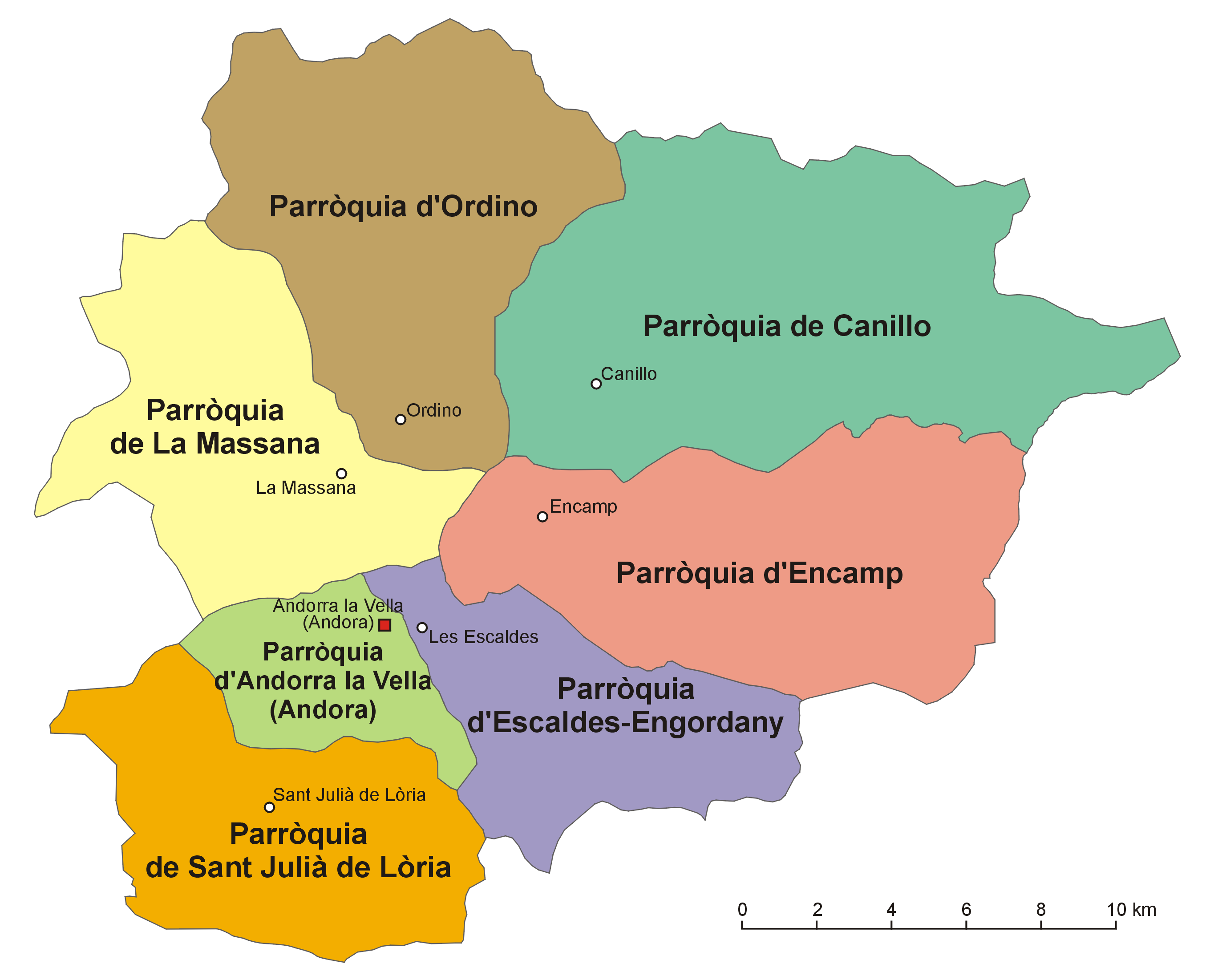
Административное деление Андорры

Топонимия Андорры — совокупность географических названий, включающая наименования природных и культурных объектов на территории Андорры. Структура и состав топонимии страны обусловлены её географическим положением и богатой историей.

## Название страны
Точное происхождение топонима «Андорра» неизвестно, среди лингвистов выдвинут ряд гипотез на этот счёт.
В третьей книге «Всеобщей истории» древнегреческого историка Полибия упоминается иберийское племя андосинов, обитавшее в горных долинах Пиренеев во время Пунических войн. Название Andosini (греч. Ἀνδοσίνους) может происходить от баскского handia, которое значит «большой» или «гигантский». Топонимия Андорры содержит явные признаки использования баскского языка в этом регионе. Есть точка зрения, что слово «Андорра» может происходить от слова «Anorra», который содержит баскский корень «Ur» («вода»).
Другая теория предполагает, что топоним «Андорра» происходит от арабского «аль-Дурра», что означает «жемчужина» (الدرة). Когда мавры вторглись на Пиренейский полуостров, ряд регионов и городов с мусульманским населением получил это название.
Существует точка зрения, что название «Андорра» происходит от наварро-арагонского слова andurrial, что означает «земля, покрытая кустарником» или «лесистая местность», поскольку долины Пиренеев были покрыты большими лесными массивами.
Туристам рассказывают ничем не подтверждённую легенду, что император Карл Великий назвал регион в честь упомянутого в Библии селения Аэндор (где были разбиты мадианитяне) и даровал его своего сыну Людовику Благочестивому после победы над маврами в «дикой долине ада».
До 1983 года официальным названием государства было «Долины Андорры» (фр. Les Vallées d'Andorre, исп. Vallès d'Andorra), обусловленное тем,
что население страны сосредоточено исключительно в долинах рек.

## Состав топонимии

### Гидронимы
- Арьеж (фр. Ariège) — берёт свое название от золотодобычи, которую вели на реке галлы[7];
- Валира (кат. La Valira) — этимология точно не установлена.

### Ойконимы
- Андорра-ла-Велья[8] (кат. Andorra la Vella — «Старая Андорра»), также Андорра-ла-Вьеха[9][10] (исп. Andorra la Vieja) и Андо́рра[11], происхождение — см. Название страны➤;
- Канильо (кат. Canillo) — топоним имеет иберийское или кельтское происхождение, впервые упоминается в Acta de Consagració i Dotació de la Catedral de la Seu d’Urgell («Акт освящения собора ла Се д’Уржел») IX века как Kanillave или Sant Serni de Kanillave. С 1176 года упоминался как Canilau[12];
- Ла-Масана (кат. La Massana) — топоним происходит от латинского лат. mattianam — согласно легенде, название дано благодаря разнообразию растущих в этой местности яблок[13];
- Ордино (кат. Ordino) — топоним имеет иберийское или кельтское происхождение, впервые упоминается в Acta de Consagració i Dotació de la Catedral de la Seu d’Urgell («Акт освящения собора ла Се д’Уржел») IX века как Hordinavi или Sant Cebrià d’Hordinavi[14];
- Сан-Жулиа-де-Лория (кат. Sant Julià de Lória) — этимология точно не установлена;
- Энкам (кат. Encamp) — этимология точно не установлена;
- Эскальдес (кат. Les Escaldes) — этимология точно не установлена.

### Оронимы
- Кома-Педроса (кат. Coma Pedrosa) — этимология точно не установлена;
- Пиренеи (фр. Pyrénées) — горная система во Франции, Испании и Андорре, происхождение названия точно не установлено. Есть точка зрения, что название идёт от античных греческих географов. Термин Πυρηναῖα (Pyrēnaîa) появляется, например, у Плутарха (около 46-125 г. н. э.)[15]. Позже это название трансформировалось в латинское Pyrenaeus, а в 1660 году появилось в окситанском языке в виде als confins dels Pireneus[16]. На языках народов, живших в районе этого горного хребта, название выглядит так: арагонский — Pireneu о/OS Perinés, каталонский — Els Pirineus/El Pirineu, испанский — los Pirineos/el Pirineo, окситанский — eths/los Pirenèus, баскский — Pirinioak. На всех этих языках название имеет мужской род, но во французском языке название «Пиренеи» часто воспринимается как имя собственное женского рода, хотя во множественном числе пол отсутствует. Более того, благодаря межъязыковым контактам в окситанском языке возникла ошибочная форма las Pirenèas[16]. Эпонимом Пиренеев является Пирена — героиня античной мифологии, которая была растерзана зверями и похоронена на Пиренеях[17];

## Топонимическая политика
Национальным органом, в компетенцию которого входит реализация топонимической политики, с 2005 года является Комиссия по топонимии Андорры (фр. Commission de toponymie d'Andorre).